# 彭丽敏
彭丽敏（1962年3月—），女，汉族，湖南衡山人，中华人民共和国政治人物。曾任湖北省妇女联合会党组书记、省妇联主席，中华全国妇女联合会常务委员。